# Maud Lewis
Maud Kathleen Lewis (South Ohio, 7 de março de 1903 – Digby, 30 de julho de 1970), nascida Dowley, foi uma artista popular canadense da Nova Escócia. Ela viveu a maior parte de sua vida na pobreza em uma pequena casa em Marshalltown, Nova Escócia . Ela alcançou reconhecimento nacional em 1964 e 1965 por suas pinturas alegres de paisagens, animais e flores, que oferecem uma visão nostálgica e otimista de sua província natal. Vários livros, peças e filmes foram produzidos sobre ela. Ela continua sendo uma das artistas populares mais celebradas do Canadá. Suas obras são exibidas na Galeria de Arte da Nova Escócia, bem como em sua casa restaurada, cujas paredes ela adornou com sua arte. Apesar de seu reconhecimento, Lewis nunca teve uma exposição em museu, nem seu trabalho foi coletado por galerias de arte ou museu durante sua vida.

## Primeiros anos
Lewis nasceu no South Ohio, Nova Escócia, filha de John e Agnes Dowley (nascida Germain). Ela tinha um irmão, Charles. Ela nasceu com defeitos congênitos e acabou desenvolvendo artrite reumatoide, o que reduziu sua mobilidade, especialmente nas mãos. O pai de Lewis era ferreiro e fabricante de arreios que possuía uma loja de arreios em Yarmouth, Nova Escócia. Seu negócio permitiu que Lewis desfrutasse de uma infância de classe média. Ela foi apresentada à arte por sua mãe, que a instruiu na confecção de cartões de Natal em aquarela para vender. Lewis começou sua carreira artística vendendo cartões de Natal desenhados e pintados à mão.
O pai de Lewis, John, morreu em 1935, e sua mãe o seguiu em 1937.  Depois de viver com seu irmão por um curto período, ela se mudou para Digby, Nova Escócia , para morar com sua tia.

## Casamento
Maudie Dowley casou-se com Everett Lewis, um vendedor de peixe de Marshalltown, em 16 de janeiro de 1938, aos 34 anos. Ele também trabalhou como vigia de um asilo do condado. De acordo com Everett, Maud apareceu em sua porta em resposta a um anúncio que ele havia postado nas lojas locais para uma "casa para morar ou manter" para um solteiro de 40 anos. Várias semanas depois, eles se casaram.
Eles moravam na casa de Everett, de um cômodo com um mezanino, em Marshalltown, alguns quilômetros a oeste de Digby. Maud usava a casa como seu estúdio, enquanto Everett cuidava das tarefas domésticas. Eles viviam principalmente na pobreza.
Maud Lewis acompanhava o marido em suas rondas diárias, vendendo peixes de porta em porta, trazendo consigo cartões de Natal que ela havia pintado. Ela vendia os cartões por cinco centavos cada, o mesmo preço que sua mãe cobrava pelos cartões que ela havia feito quando Maud era menina. Esses cartões se mostraram populares entre os clientes de seu marido. Quando Everett foi contratado como vigia noturno na vizinha Poor Farm em 1939, Lewis começou a vender seus cartões de Natal e pinturas diretamente de sua casa. Everett encorajou Lewis a pintar e comprou para ela seu primeiro conjunto de óleos.
Ela expandiu sua gama, usando outras superfícies para pintura. Lewis era uma artista prolífica e também pintava em quase todas as superfícies disponíveis em sua pequena casa: paredes, portas, caixas de pão e até mesmo o fogão. Ela cobriu completamente o papel de parede comercial com padrões simples com caules, folhas e flores vigorosas.

## Pinturas

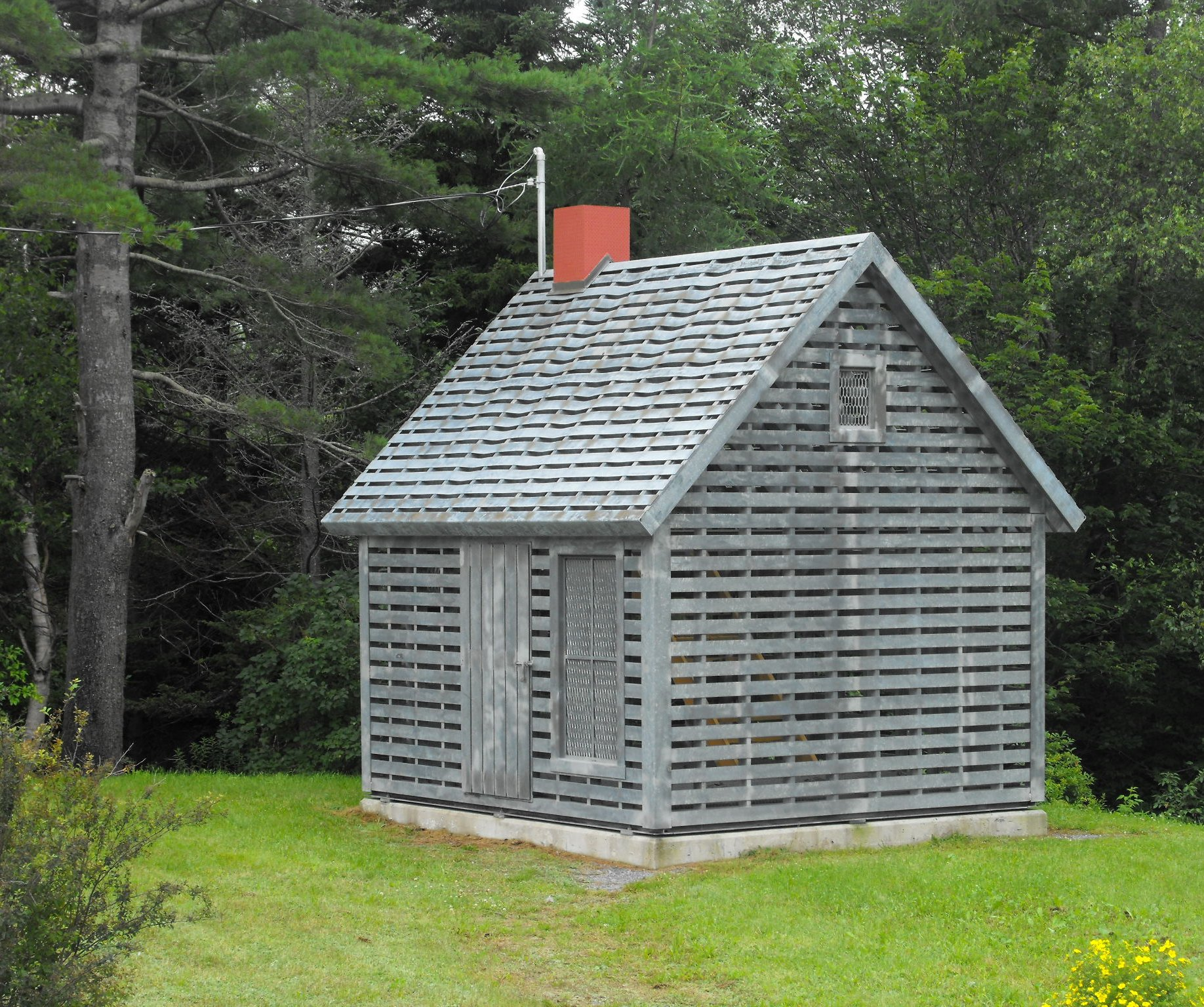
Memorial Maud Lewis em Marshalltown.

Lewis usava cores vibrantes em suas pinturas, e seus temas eram frequentemente flores ou animais, incluindo parelhas de bois, cavalos, pássaros, veados e gatos. Muitas de suas pinturas retratam cenas ao ar livre, incluindo barcos da Ilha do Cabo balançando na água, cavalos puxando um trenó, patinadores e retratos de cães, gatos, veados, pássaros e vacas. Suas pinturas foram inspiradas por memórias de infância da paisagem e das pessoas ao redor de Yarmouth e em South Ohio, bem como de locais de Digby, como Point Prim e Bayview. Cartões e calendários de Natal comerciais também a influenciaram.
Lewis retornou aos mesmos temas repetidas vezes, pintando-os de forma ligeiramente diferente a cada vez. Por exemplo, ela fez dezenas, senão centenas, de imagens de gatos ao longo de sua carreira. A natureza serial de sua prática era, em parte, motivada pela demanda dos clientes; ela repetia composições que vendiam bem, enquanto descartava as menos populares. "Eu coloco as mesmas coisas, nunca mudo", disse ela sobre seu estilo no programa Telescope, da CBC, em 1965. "Mesmas cores e mesmos designs".
Muitas de suas pinturas são bem pequenas, não maiores que 20 por 25 centímetros, embora se saiba que ela fez pelo menos cinco pinturas de 60 por 91 centímetros. Por vários anos, Everett cortou as tábuas das pinturas no tamanho certo, embora perto do fim de sua carreira ela estivesse comprando masonita pré-cortada para definir dimensões. O tamanho de suas pinturas era limitado pela extensão em que ela conseguia mover os braços, que eram afetados pela artrite. Ela usava principalmente placas de gesso e tubos de Tinsol, uma tinta à base de óleo. Sua técnica consistia em primeiro revestir a tábua com branco, depois desenhar um contorno e aplicar a tinta diretamente do tubo. Ela nunca combinava ou misturava cores.
As primeiras pinturas de Maud Lewis da década de 1940 são bastante raras. Uma grande coleção de obras de Lewis pode ser encontrada na Galeria de Arte da Nova Escócia (AGNS). Ocasionalmente, ela exibe as venezianas Chaplin/Wennerstrom (agora parte da coleção da Clearwater Fine Foods Inc.), compostas por 22 venezianas externas de casas que Lewis pintou no início da década de 1940 para alguns americanos que possuíam uma casa de campo em South Shore. A maioria das venezianas é bem grande, com 1,5 m x 48 cm. Lewis recebia 70 centavos por veneziana.
Entre 1945 e 1950, as pessoas começaram a parar na casa de Lewis em Marshalltown, na Rodovia nº 1, a principal rodovia e rota turística da Nova Escócia, comprando suas pinturas por dois ou três dólares cada. Somente nos últimos três ou quatro anos de sua vida as pinturas de Lewis começaram a ser vendidas por sete a dez dólares. Ela alcançou atenção nacional como artista popular após um artigo no Star Weekly, de Toronto, em 1964. Em 1965, ela foi apresentada no Telescope da CBC-TV. Duas pinturas de Lewis foram encomendadas pela Casa Branca na década de 1970, durante a presidência de Richard Nixon. Sua artrite limitou sua capacidade de concluir muitos dos pedidos que resultaram de seu reconhecimento nacional.

## Vida posterior e morte
No último ano de sua vida, Lewis permaneceu em um canto de sua casa, pintando sempre que podia, enquanto ia e voltava do hospital para tratamento de problemas de saúde. Ela morreu em Digby em 30 de julho de 1970, de pneumonia. Seu marido, Everett, foi morto em 1979 por um ladrão durante uma tentativa de assalto à casa.

## Legado

### Casa

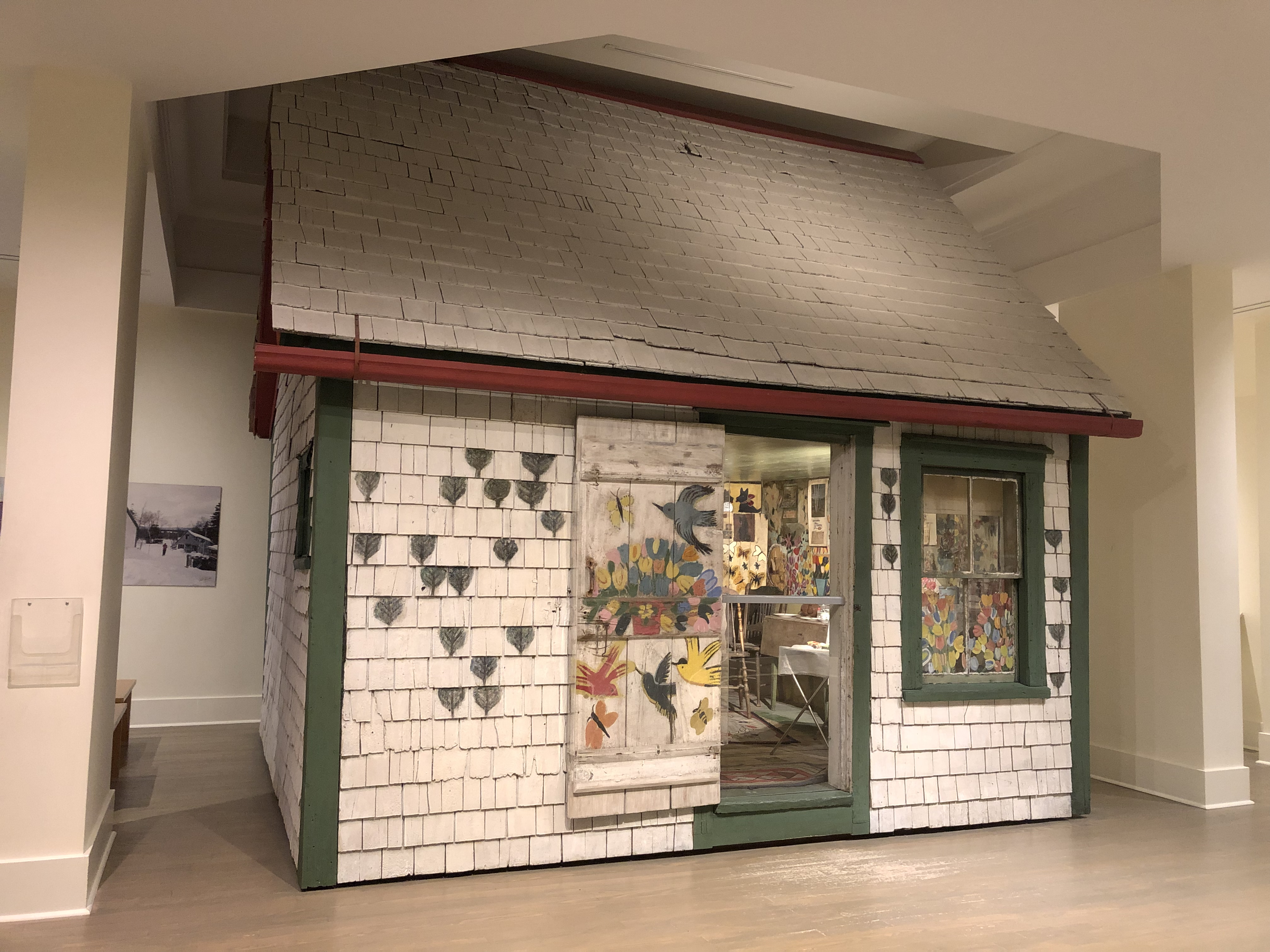
A casa restaurada de Maud Lewis em exposição na Galeria de Arte da Nova Escócia.

Após a morte de Everett Lewis, sua casa pintada começou a se deteriorar. Um grupo de cidadãos preocupados da área de Digby fundou a Maud Lewis Painted House Society para salvar o marco. Em 1984, ela foi vendida para a Província da Nova Escócia e transferida aos cuidados da Galeria de Arte da Nova Escócia, que restaurou a casa e a instalou como parte de sua exposição permanente de Lewis. Essa história inspiradora ajudou a influenciar o governo provincial e municipal sobre a importância de um museu de arte para a cidade. Todos os anos, essa atração recebe milhares de visitantes de todo o mundo e retrata sua alegre perseverança, mesmo diante de dificuldades físicas e econômicas.
Uma escultura memorial de aço baseada na casa de Lewis foi erguida no local original em Marshalltown, projetada pelo arquiteto Brian MacKay-Lyons. Uma réplica da Casa Maud Lewis foi construída em 1999 pelo pescador aposentado Murray Ross, completa com interior acabado. Fica a poucos quilômetros ao norte de Marshalltown na estrada para Digby Neck em Seabrook.

### Selos postais
Lewis foi reconhecida como a homenageada provincial do Dia do Patrimônio de 2019, e um selo postal de edição limitada com sua arte foi lançado. O Canada Post anunciou que as pinturas de Maud Lewis seriam apresentadas nos selos postais de Natal e feriados de 2020. Suas pinturas foram apresentadas em três selos emitidos em 2 de novembro de 2020, em Digby, Nova Escócia. Family and Sled (c. década de 1960) apareceu no selo de tarifa doméstica. Team of Oxen in Winter (1967) foi lançado com um valor de face de US$ 1,30 (a tarifa de correio para os Estados Unidos) e Winter Sleigh Ride (início da década de 1960) tinha um valor de face de US$ 2,71 (a tarifa de primeira classe para correio para outros endereços internacionais). Os selos foram emitidos como um conjunto de três folhas de souvenirs gomadas e em três livretos separados de selos autoadesivos.

## Venda de pinturas e preços
As pinturas de Lewis foram vendidas em leilões por preços cada vez maiores. Em 30 de novembro de 2009, A Family Outing foi vendida por C$ 22.200 em um leilão da Bonham's em Toronto. Outra, A View of Sandy Cove, foi vendida em 2012 por C$ 20.400. Uma pintura encontrada em 2016 em um brechó de Ontário, Portrait of Eddie Barnes and Ed Murphy, Lobster Fishermen, foi vendida em um leilão online por C$ 45.000. Black Truck, retratando o veículo homônimo dirigindo em uma estrada cercada de flores, foi vendida em um leilão em Toronto por C$ 350.000 em maio de 2022.